# 米安·穆罕默德·沙菲
米安·穆罕默德·沙菲爵士（1869年3月10日—1932年1月7日），是一名英属印度的律师和政治家。 
作为一名执业的大律师，他很快就声名鹊起，在20世纪20年代和30年代，他被视为印度最领先的律师之一。
作为一名政治家，沙菲是全印穆斯林联盟（今巴基斯坦穆斯林联盟）的创党元老之一，并主持了穆斯林和印度教徒在1931年在拉合尔的第一次圆桌会议。他是巴基斯坦最高法院第一任首席大法官米安·阿卜杜勒·拉希德的大舅子。他的侄子米安·伊夫蒂哈尔丁是巴基斯坦著名的左翼政治家之一。